# Little Falls (New Jersey)
Little Falls è un comune (township) degli Stati Uniti d'America, situato nello stato del New Jersey, nella contea di Passaic.